# Guion (género literario)

Ejemplo de un guion, mostrando diálogos y acciones.

Un guion es un texto que expone, con los detalles necesarios para su realización, el contenido de una película, de una historieta, o de un programa de radio o televisión. Es decir, un escrito que contiene las indicaciones de todo aquello que la obra requiere para su puesta en escena. Abarca tanto los aspectos literarios (guion cinematográfico, elaborado por el guionista: los parlamentos) como los técnicos (guion técnico, elaborado por el director: acotaciones, escenografía, iluminación o sonidos ) .

## Guion de historietas
El guion de cómic ha sido comparado en muchas ocasiones con el guion técnico de cine, pudiendo diferenciarse "porque en cada plano (cuadro, viñeta) nuestra cámara permanece inmóvil".
Este varía, sin embargo, enormemente según los autores, presiones editoriales, y otros factores. Puede responder a la clásica estructura "Número de viñeta", "Plano", "Descripción de la escena" y "Texto", dividiéndose así en dos partes: Una dedicada al dibujante, donde

se le indica el plano necesario para cada viñeta (desde Panorámica General a Primer Plano, según el caso), se describen personajes, edificios, ambientes, expresiones y, en muchas ocasiones, también el encuadre (si Fulanito está de perfil o de cara al enfoque, p. ej.). La otra parte es la del diálogo, que aparecerá impresa en los "bocadillos".

Cuando el guionista sea el propio dibujante, puede utilizarse una estructura mucho más somera, en la que solo se mencione el número de viñeta y el texto que contiene. Algunos autores no llegan a escribirlo, pasando directamente al dibujo o abocetando una primera aproximación. En otros casos, puede llegar a dividirse en varias partes, cada una con un autor:
- Argumento (idea de la historia).
- Guion (historia ya desarrollada, indicando los personajes y la acción, para el dibujante).
- Diálogos y cajas de narración, para rotulado

Lo más habitual es tener un único guionista, que redacta el guion, y luego lo pasa al dibujante (si es que no son una misma persona).